# 福島県道245号白岩久之浜線
福島県道245号白岩久之浜線（ふくしまけんどう245ごう しらいわひさのはません）は、福島県いわき市にある一般県道である。

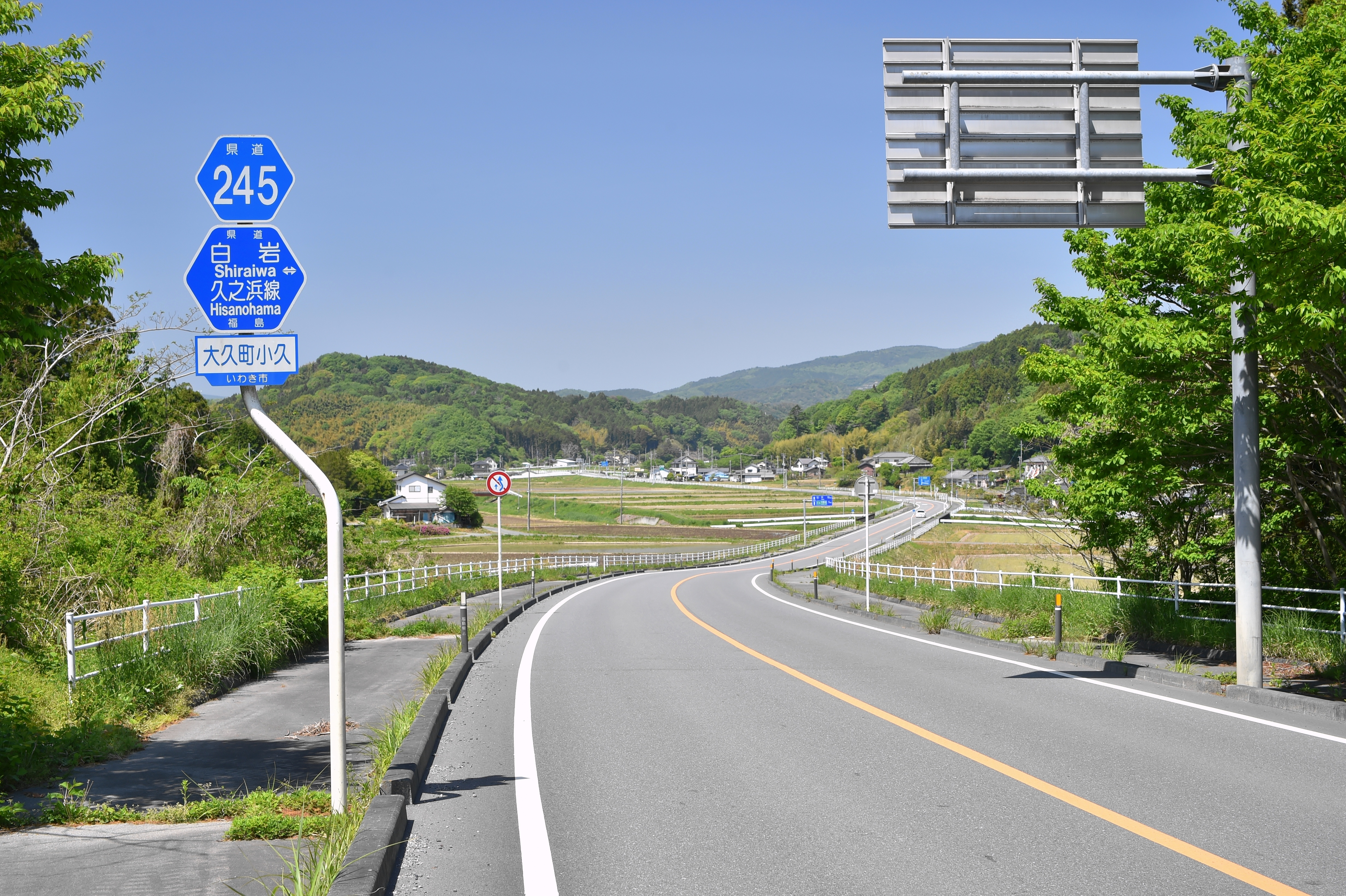
福島県道245号白岩久之浜線
いわき市大久町小久（2024年5月）

## 路線概要
- 起点：いわき市四倉町白岩字上大作
- 終点：いわき市久之浜町久之浜字中浜
- 総延長：4.791 km[1]
  - 実延長：4.739 km

常磐自動車道いわき四倉ICといわき市久之浜地区を結ぶ路線として機能している。また、国道6号久之浜バイパスの暫定的な起点として接続していたために旧道である現在の福島県道395号四倉久之浜線との接続強化のために路線付替が行われるなど整備が進められた。

## 沿革
- 1976年（昭和51年）11月16日 - 福島県によって県道路線に認定される[2]。

## 通過する自治体
- 福島県
  - いわき市

## 接続・交差する道路
- 福島県道35号いわき浪江線本線・バイパス（いわき市四倉町白岩字上大作 起点）
- 国道6号久之浜バイパス（いわき市久之浜町久之浜字連郷〈連郷交差点〉）
- 福島県道395号四倉久之浜線（いわき市久之浜町久之浜字中浜〈中浜交差点〉終点）

## 道路施設
白岩トンネル
- 全長：203.0 m
- 幅員：6.5（10.75） m
- 有効高：4.7 m
- 工法：NATM工法（ショートベンチ工法）
- 竣工：1996年[3]
- 施工：堀江工業[4]

いわき市四倉町白岩から大久町小山田に至る天ケ沢峠を貫く。1994年度より地方道改築事業として建設された。1995年2月に起工され、10月26日に貫通、1997年1月16日に開通した。
町田橋
- 全長：25.7 m
- 幅員：6.5（14.0） m
- 形式：PCポステンT桁橋
- 竣工：1997年度

大久町小久にて二級水系大久川水系小久川を渡る。橋上は上下対向2車線で供用され、両側に歩道が設置されている。小久川河川改修事業、千軒平地区土地改良事業と並行して架替が行われた。
久之浜南町跨線橋
- 全長：111.7 m
  - 主径間：49.4 m
- 幅員：6.5(14.0) m
- 形式：PC単純ポステンバルブT桁橋＋2径間PC連続中空床版桁橋
- 竣工：2006年[6]
- 施工：常磐興産ピーシー、東鉄工業共同企業体

久之浜町久之浜字達中から字南町に至り、JR常磐線とそれに並行する福島県道395号四倉久之浜線を渡る。久之浜市街地の幅員狭小の解消、小久街道踏切の立体化のために当橋梁を含む久之浜工区（全長820 m）としてバイパス道路が建設され、2006年3月4日に開通した。橋上は上下対向2車線で供用されており、両側に幅員3.0 mの歩道が設置されている。総事業費は7億800万円。

## 沿線
- いわきプレステージカントリー倶楽部
- 龍光寺